# 184280 Yperion
184280 Yperion este o planetă minoră (asteroid) din Asteroid troian al lui Jupiter. A fost descoperită pe 13 ianuarie 2005 la Jarnac Observatory⁠(d) de Jarnac Observatory⁠(d). 
Obiectul prezintă o orbită caracterizată de o semiaxă mare de 5,2440730870612 UAi, o excentricitate de 0,049, o înclinație de 3,5 ° în raport cu ecliptica.